# Льодова арена «Лідер»
Льодова арена «Лідер» — крита ковзанка у Донецьку, побудована за Державною цільовою соціальною програмою «Хокей України».

## Історія
Будівництво Льодова арена «Лідер» було розпочато у 2007 році за Державною цільовою соціальною програмою «Хокей України», затвердженою постановою Кабінету Міністрів України від 3 жовтня 2007 р. N 1194, за сприяння Міністерства інфраструктури України. Вона аналогічна тим, що були відкриті за цією програмою у Києві («Льодова Арена»), Херсоні («Фаворит-Арена»), Дніпрі («Льодова арена») та Калуші («Нафтохімік-Арена»). Замовником будівництва виступило державне підприємство «Льодові арени». Проект Льодової арени «Лідер» розробила компанія «Wm-ukraine». Фінансування будівництва здійснювалося за рахунок державних та місцевих коштів. 
Льодова арена «Лідер» стала першим спортивним об’єктом, збудованим в рамках реалізації положень Державної цільової соціальної програми «Хокей України».
На базі «Лідер» діяло відділення ДЮСШ №7 м. Донецька. 
У сезоні 2009-2010 та 2010-2011 років ХК «Донбас» проводив свої тренування та офіційні матчі на льодовій арені. 
Нині ковзанка перебуває на тимчасовоокупованій території.

## Інфраструктура
Будівля Льодової арени «Лідер» металокаркасна, обшита сендвіч-панелями, загальною площею 3 340,34 м², льодовий майданчик — 1800 м² (30 × 60 м), основа майданчика бетонна з підігрівом ґрунту від промерзання та обгороджений стандартними подвійними бортами IIHF виробництва Чехії. Холодильний агрегат потужністю 580 кВт з рекуперацією тепла. Зворотнє тепло застосовується для потреб ковзанки. Розміри льодового майданчика дозволять одночасно прийняти до 250 осіб під час масового катання на ковзанах. Глядацький зал розрахований на 450 глядачів. 
Приміщення ковзанки оснащено протипожежною сигналізацією, сучасною системою вентиляції та освітленням. 
Льодова арена «Лідер» це:
- 4 роздягальні для спортсменів;
- Приміщення для суддів;
- Гімнастичний зал;
- Ложе для представників ЗМІ;
- Медичний кабінет;
- Прокат ковзанів;
- Буфет;
- Ліфт для людей з вадами здоров'я.